# شاپرک جغدی تایلند
شاپرک جغدی تایلند (نام علمی: Naarda ardeola) نام یک گونه از تیره شاپرکان جغدی است.